# Суцільна нісенітниця
«Суцільна нісенітниця» (англ. Global Heresy) — комедія 2002 року.

## Сюжет
Для лорда і леді Фокслі настали нелегкі часи: вони загрузли в боргах, і тепер їм доведеться здати свій особняк внайми, ставши в ньому покірною прислугою. Ці манірні англійці гідно винесуть будь-які випробування, але вони ще не знають, що їм доведеться прийняти в своїх покоях найкрутіший американський рок-гурт. Ці молодики не їдять вівсянку і не поважають старших, від їх музики трясуться стіни і болить голова. Які ще сюрпризи чекають гордих аристократів Британії?

## У ролях
- Пітер О'Тул — Лорд Фокслі
- Джоан Плаурайт — Леді Фокслі
- Алісія Сільверстоун — Нет
- Джеймс Вулветт — Лео
- Керам Малікі-Санчес — Фліт
- Крістофер Болтон — Карл
- Локлін Манро — Дейв
- Мартін Клунес — Джеймс Канцлер
- Емі Філліпс — Джорджия
- Алекс Харзі — Бен
- Карло Рота — Тоні Менсон
- Йен Дауні — Бенсон